# Katipunan (Zamboanga del Norte)
Katipunan è una municipalità di terza classe delle Filippine, situata nella Provincia di Zamboanga del Norte, nella regione della Penisola di Zamboanga.
Katipunan è formata da 30 baranggay:
- Balok
- Barangay Uno (Pob.)
- Barangay Dos (Pob.)
- Basagan
- Biniray
- Bulawan
- Carupay
- Daanglungsod
- Dabiak
- Dr. Jose Rizal (Lower Mias)
- Fimagas
- Loyuran
- Malasay
- Malugas
- Matam

- Mias
- Miatan
- Nanginan
- New Tambo
- Patik
- San Antonio (Looy)
- San Vicente
- Sanao
- Santo Niño
- Seres
- Seroan
- Singatong
- Sinuyak
- Sitog
- Tuburan